# Compliments
Compliments, también conocido como Garcia, es el segundo álbum de estudio en solitario del músico estadounidense Jerry Garcia publicado por Round Records en 1974. Es un disco de versiones, a excepción de una canción compuesta por John Kahn y con letras de Robert Hunter.Llegó al puesto número 49 en el Billboard 100.

## Lista de canciones
1. "Let It Rock" (Chuck Berry) - 3:12
2. "When The Hunter Gets Captured by the Game" (Smokey Robinson) - 3:46
3. "That's What Love Will Make You Do" (Henderson Thigpen, James Banks, Eddy Marion) - 3:42
4. "Russian Lullaby" (Irving Berlin) - 3:04
5. "Turn On The Bright Lights" (Albert Washington) - 5:04
6. "He Ain't Give You None" (Van Morrison) - 3:25
7. "What Goes Around" (Mac Rebbenack) - 3:07
8. "Let's Spend The Night Together" (Mick Jagger, Keith Richards) - 3:40
9. "Mississippi Moon" (Peter Rowan) - 3:06
10. "Midnight Town" (Robert Hunter, John Kahn) - 3:12

El disco se reeditó en un box set titulado All Good Things: Jerry Garcia Studio Sessions con las siguientes pistas adicionales:
1. "That's a Touch I Like" (Jesse Winchester) - 3:40
2. "(I'm a) Road Runner" (Brian Holland, Lamont Dozier, Eddie Holland) - 4:10
3. "It's Too Late (She's Gone)" (Chuck Willis) - 4:27
4. "I'll Forget You" (copyright control) - 3:21
5. "Tragedy" (Fred Burch, Gerald Nelson) - 3:52
6. "Think" (Deadric Malone, Jimmy McKracklin) - 4:12
7. "I Know It's a Sin" (Jimmy Reed) - 2:41
8. "Lonesome Town" (Thomas Baker Knight) - 6:19
9. "Cardiac Arrest (Studio Jam)" (Garcia, Kahn, Michael Omartian, Merl Saunders, Ron Tutt) - 1:39
10. "Back Home in Indiana" (James Hanley, Ballard McDonald) - 7:08

## Créditos

### Personal
- Jerry Garcia - guitarra, voz, guitarra clásica
- Arthur Adams - guitarra
- Michael Omartian - piano, Fender Rhodes
- John Kahn - bajo, arreglos
- Ron Tutt - batería
- Merl Saunders - órgano
- Larry Carlton - guitarra

### Personal adicional
- Bobbye Hall - percusión en pistas 1-3 & 7-8
- Melvin Moore - trompeta en pistas 3 y 5
- Gene Connors - trombón en pistas 3 y 5, arreglos
- Jackie Kelso - saxofón en pistas 3 y 5
- Amos Garrett - trombón en pistas 4 y 7
- Joel Tepp - clarinete en pista 4
- Richard Greene - violín en pistas 4 y 8
- Merry Clayton - coros en pistas 6 y 10
- Clydie King - coros vocals en pistas 6 y 10
- Patty - coros en pistas 6 y 10
- Geoff Muldaur - clarinete en pista 7
- Maria Muldaur - coros en pista 8
- Ben Benay - guitarra rítmica en pista 9
- Tom Rose - clarinete en pista 9
- John Rotella - clarinete en pista 9
- Willie Green - clarineet en pista 9
- Gary Ray - clarinete en pista 9
- Julian Sheer - clarinete en pista 9
- Sid Page - violín en pistas 9-10
- Carl Pedersen - violín en pistas 9-10
- Nathan Rubin - violín en pistas 9-10
- Emily van Valkenburg - violín en pistas 9-10
- Miriam Dye - viola en pistas 9-10
- Nancy Ellis - viola en pistas 9-10
- Terry Adams - violonchelo en pistas 9-10
- Judiyaba - chelo en pistas 9-10
- Ray Siegal - string bass en pistas 9-10
- Arnie Egilsson - bajo en pistas 9-10
- Sid Sharp - contractor en pistas 9-10
- David Nichtern - guitarra en pista 20
- David Grisman - mandolina en pista 20
- Vassar Clements - violín en pista 20

### Producción
- Productor - John Kahn
- Engeniero - Ron Malo
- Asistentes de producción - Richard Loren, Joshua Blardo
- Encargados del equipamiento - Ramrod, Steve Parrish
- Portada - Victor Moscoso